# Ronde van Frankrijk 1953
| Route van de Ronde van Frankrijk 1953. |                    |              |
| Eindklassement                         |                    |              |
| Algemeen klassement                    | Louison Bobet      | 129u 23' 25" |
| Tweede                                 | Jean Malléjac      | + 14' 18"    |
| Derde                                  | Giancarlo Astrua   | + 15' 01"    |
| Vierde                                 | Alex Close         | + 17' 35"    |
| Vijfde                                 | Wout Wagtmans      | + 18' 05"    |
| Zesde                                  | Fritz Schär        | + 18' 44"    |
| Zevende                                | Antonin Rolland    | + 23' 03"    |
| Achtste                                | Nello Lauredi      | + 26' 03"    |
| Negende                                | Raphaël Geminiani  | + 27' 18"    |
| Tiende                                 | François Mahé      | + 28' 26"    |
| Rode Lantaarn                          | Claude Rouer (76e) | + 4h 09' 10" |
| Puntenklassement                       | Fritz Schär        | 271 punten   |
| Tweede                                 | Fiorenzo Magni     | 307 punten   |
| Derde                                  | Raphaël Geminiani  | 406 punten   |
| Bergklassement                         | Jesús Loroño       | 54 punten    |
| Tweede                                 | Louison Bobet      | 36 punten    |
| Derde                                  | Joseph Mirando     | 30 punten    |
| Ploegenklassement                      | Nederland          | 387h 42' 54" |
| Tweede                                 | Frankrijk          | -            |
| Derde                                  | Nord-Est - Centre  | -            |

De 40e editie van de Ronde van Frankrijk ging van start op 3 juli 1953 in Straatsburg en eindigde op 26 juli in Parijs.
Er stonden 119 renners verdeeld over 12 ploegen aan de start. Opvallende afwezige was Fausto Coppi, de winnaar van het voorgaande jaar. De reden daarvoor was een conflict rond de samenstelling van de Italiaanse ploeg - Coppi wilde allereerst niet met Gino Bartali in één ploeg. Hugo Koblet, de Zwitserse winnaar van 1951, gold nu als de grote favoriet, maar ook de Fransman Louison Bobet, zijn landgenoot Raphaël Géminiani en de al ouder wordende Bartali waren kanshebbers. De Fransen hoopten op een Franse overwinning, niet alleen omdat dat de laatste jaren maar weinig was voorgekomen, maar ook omdat de Tour een jubileum vierde: De Ronde bestond 50 jaar.

## Verloop
Koblet toonde zich gretig voor de Tourwinst, door al na 11 kilometer in de eerste etappe in de aanval te gaan. Zijn ontsnapping hield echter geen stand, en het was zijn landgenoot Fritz Schär die zowel de eerste als de tweede etappe op zijn naam schreef.
Na 9 relatief vlakke etappes kwamen de Pyreneeën in de tiende etappe. De Spaanse klimmer Jesús Loroño ging in de aanval, en Koblet had moeite de achtervolgers bij te houden. Bij de afdaling van de Aubisque viel hij, en moest ernstig geblesseerd de race verlaten. De volgende dag viel Jean Robic aan, die niet geselecteerd was voor de Franse ploeg en in plaats daarvan kopman van de West-Franse regionale ploeg was. Hij reed solo over de Tourmalet, Aspin en Peyresourde, en hield uiteindelijk net genoeg over om de gele trui van Schär over te nemen. In de volgende etappes bleef de trui in de West-Franse ploeg, eerst bij François Mahé, daarna bij Jean Mallejac. Binnen de nationale ploeg moest ondertussen een strijd tussen Bobet en Géminiani worden bijgelegd.
Het was uiteindelijk de loodzware achttiende etappe die de beslissing bracht. Een vroege vlucht was niet van belang, maar op de Col de Vars ontsnapte Bobet, aanvankelijk samen met Loroño, later (Loroño was het voornamelijk om het bergklassement te doen) alleen. Op de top van de Izoard had Bobet een voorsprong van 9 minuten, maar door een lekke band was deze uiteindelijk bijna 5 1/2 minuut ten opzichte van Jan Nolten en Loroño. Bobet stond meteen riant eerste in het klassement, met 8 1/2 minuut voorsprong op Malléjac. Met winst in de tijdrit breidde hij zijn voorsprong nog verder uit.
Tijdens deze editie werd een nieuw nevenklassement geïntroduceerd, namelijk het puntenklassement. De leider kon worden herkend aan de rode leiderstrui. In latere jaren zou dit klassement een prooi worden voor pure sprinters als Erik Zabel, die in bergetappes niet voorin meereden, maar dit jaar was de winnaar eerste geletruidrager Schär, die ook een begenadigd klimmer was, zoals wel blijkt uit zijn 6e plaats in het eindklassement. In 1954 zou hij zelfs derde worden.
- Aantal ritten: 22
- Totale afstand: 4476 km
- Gemiddelde snelheid: 34,593 km/h
- Aantal deelnemers: 119
- Aantal uitgevallen: 43

## Film
Kort na deze Toureditie maakte Haghe-film een film over dit Nederlandse wielersucces. Hun cameramensen volgden de wielrenners tijdens de wedstrijd op de voet. De tour-leiding werkte dit zoveel mogelijk tegen, zodat veel opnames in het geniep werden geschoten. In dezelfde week dat de Tour-caravaan over de finish kwam, verscheen de film al in de bioscoop. In 1998 dook deze verloren gewaande film weer op in het Filmmuseum. De kwaliteit van het materiaal was heel slecht, maar de film werd vervolgens gerestaureerd en opnieuw gedigitaliseerd.

## Belgische en Nederlandse prestaties
In totaal namen er 10 Belgen en 10 Nederlanders deel aan de Tour van 1953.

### Belgische etappezeges
- Martin Van Geneugden won de 6e etappe van Caen naar Le Mans.

### Nederlandse etappezeges
- Gerrit Voorting won de 4e etappe van Rijsel naar Dieppe.
- Jan Nolten won de 8e etappe van Nantes naar Bordeaux.
- Wim van Est won de 16e etappe van Marseille naar Monaco.
- Wout Wagtmans won de 17e etappe van Monaco naar Gap en de 21e etappe van Saint-Étienne naar Montluçon.

## Etappeoverzicht
- 1e Etappe Straatsburg - Metz: Fritz Schär (Zwi)
- 2e Etappe Metz - Luik: Fritz Schär (Zwi)
- 3e Etappe Luik - Rijsel: Stanislas Bober (Fra)
- 4e Etappe Rijsel - Dieppe: Gerrit Voorting (Ned)
- 5e Etappe Dieppe - Caen: Jean Malléjac (Fra)
- 6e Etappe Caen - Le Mans: Martin Van Geneugden (Bel)
- 7e Etappe Le Mans - Nantes: Livio Isotti (Ita)
- 8e Etappe Nantes - Bordeaux: Jan Nolten (Ned)
- 9e Etappe Bordeaux - Pau: Fiorenzo Magni (Ita)
- 10e Etappe Pau - Cauterets: Jesús Loroño (Spa)
- 11e Etappe Cauterets - Luchon: Jean Robic (Fra)
- 12e Etappe Luchon - Albi: André Darrigade (Fra)
- 13e Etappe Albi - Béziers: Nello Lauredi (Fra)
- 14e Etappe Béziers - Nîmes: Bernard Quennehen (Fra)
- 15e Etappe Nîmes - Marseille: Maurice Quentin (Fra)
- 16e Etappe Marseille - Monaco: Wim van Est (Ned)
- 17e Etappe Monaco - Gap: Wout Wagtmans (Ned)
- 18e Etappe Gap - Briançon: Louison Bobet (Fra)
- 19e Etappe Briançon - Lyon: Georges Meunier (Fra)
- 20e Etappe Lyon - Saint-Étienne: Louison Bobet (Fra)
- 21e Etappe Saint-Étienne - Montluçon: Wout Wagtmans (Ned)
- 22e Etappe Montluçon - Parijs: Fiorenzo Magni (Ita)

## In populaire cultuur
Van 1947 tot en met 1964 tekende de Belgische striptekenaar Marc Sleen een jaarlijks humoristisch verslag van alle ritten van de Ronde van Frankrijk in zijn stripreeks De Ronde van Frankrijk. Ook de Tour van 1953 was hierbij.
 winnaars gele trui · 
 puntenklassement · 
 bergklassement · 
 jongerenklassement · 
 tussensprintklassement · 
 combinatieklassement · 
 ploegenklassement · 
 strijdlust · 
rode lantaarn
records · meeste deelnames · ranglijst etappewinnaars · bekende beklimmingen · valpartijen · dopinggevallen · Grand Départ · Souvenir Henri Desgrange
1903 · 
1904 · 
1905 · 
1906 · 
1907 · 
1908 · 
1909 · 
1910 · 
1911 · 
1912 · 
1913 · 
1914 ·
1915 ·
1916 ·
1917 ·
1918 · 
1919 · 
1920 · 
1921 · 
1922 · 
1923 · 
1924 · 
1925 · 
1926 · 
1927 · 
1928 · 
1929 · 
1930 · 
1931 · 
1932 · 
1933 · 
1934 · 
1935 · 
1936 · 
1937 · 
1938 · 
1939 · 
1940 ·
1941 ·
1942 ·
1943 ·
1944 ·
1945 ·
1946 ·
1947 · 
1948 · 
1949 · 
1950 · 
1951 · 
1952 · 
1953 · 
1954 · 
1955 · 
1956 · 
1957 · 
1958 · 
1959 · 
1960 · 
1961 · 
1962 · 
1963 · 
1964 · 
1965 · 
1966 · 
1967 · 
1968 · 
1969 · 
1970 · 
1971 · 
1972 · 
1973 · 
1974 · 
1975 · 
1976 · 
1977 · 
1978 · 
1979 · 
1980 · 
1981 · 
1982 · 
1983 · 
1984 · 
1985 · 
1986 · 
1987 · 
1988 · 
1989 · 
1990 · 
1991 · 
1992 · 
1993 · 
1994 · 
1995 · 
1996 · 
1997 · 
1998 · 
1999 · 
2000 · 
2001 · 
2002 · 
2003 · 
2004 · 
2005 · 
2006 · 
2007 · 
2008 · 
2009 · 
2010 · 
2011 · 
2012 · 
2013 · 
2014 · 
2015 · 
2016 · 
2017 · 
2018 · 
2019 ·
2020 · 
2021 · 
2022 · 
2023 · 
2024 · 
2025